# Ferrari 365
Ferrari 365 byl luxusní sportovní vůz značky Ferrari s motorem vpředu a pohonem zadních kol. Byl představen na ženevském autosalonu 1966 a nahradil modely Ferrari 330 a Ferrari 500 Superfast. Byl vyráběn jako dvoumístný kabriolet nebo kupé 2+2 nebo dvoumístné kupé či spider (roadster) v následujících variantách:
- Ferrari 365 California: designér Tom Tjaarda, kabriolet, výroba 1966–1967.
- Ferrari 365 GT 2 + 2: designér Aldo Brovarone, kupé 2+2, výroba 1967–1971.
- Ferrari 365 GTC: dvoumístné kupé, výroba 1968–1970.
- Ferrari 365 GTS: dvoumístný spider, výroba 1968–1970.

## Ferrari 365 California
Designérem vozu Ferrari 365 California byl Tom Tjaarda ve studiu Pininfarina. Je třeba nezaměňovat s názvem  Ferrari California, které označuje automobil vyráběný od roku 2008. Model Ferrari 365 California nahradil v roce 1966 předchozí model Ferrari 500 Superfast, který byl nejvyšší verzí řady Ferrari America. 
Ve voze Ferrari 365 California byl poprvé použit upravený agregát Colombo 330: původní motor měl objemu 4,0 litru, upravený motor V12 měl objem přibližně 4,4 litru (4390 cm³), čehož bylo dosaženo zvětšením vrtání na 81 milimetrů. Tato inovovaná verze motoru Colombo měla výkon 320 koní, v běžném ladění používala tři karburátory Weber.
Model Ferrari 365 California používal stejný podvozek jako předchozí Ferrari 500 Superfast, ale novou karoserii typu kabriolet ze studia Pininfarina. Debutoval na ženevském autosalonu v roce 1966 a do ukončení výroby v roce 1967 bylo vyrobeno pouhých 14 exemplářů (z toho dva s pravostranným řízením). Zatímco prototyp byl postaven na podvozku 330 GT 2+2 typu 571, sériové vozy měly podvozek typu 598. Podvozky byly zasílány do závodu Pininfarina Grugliasco, kde byly karosovány a upravovány, a později byly vráceny zpět do Ferrari k dokončení.
Dne 28. června 2005 se prodala vůz Ferrari 365 California téměř v původním stavu za 736 000 EUR (přibližně 890 000 USD).

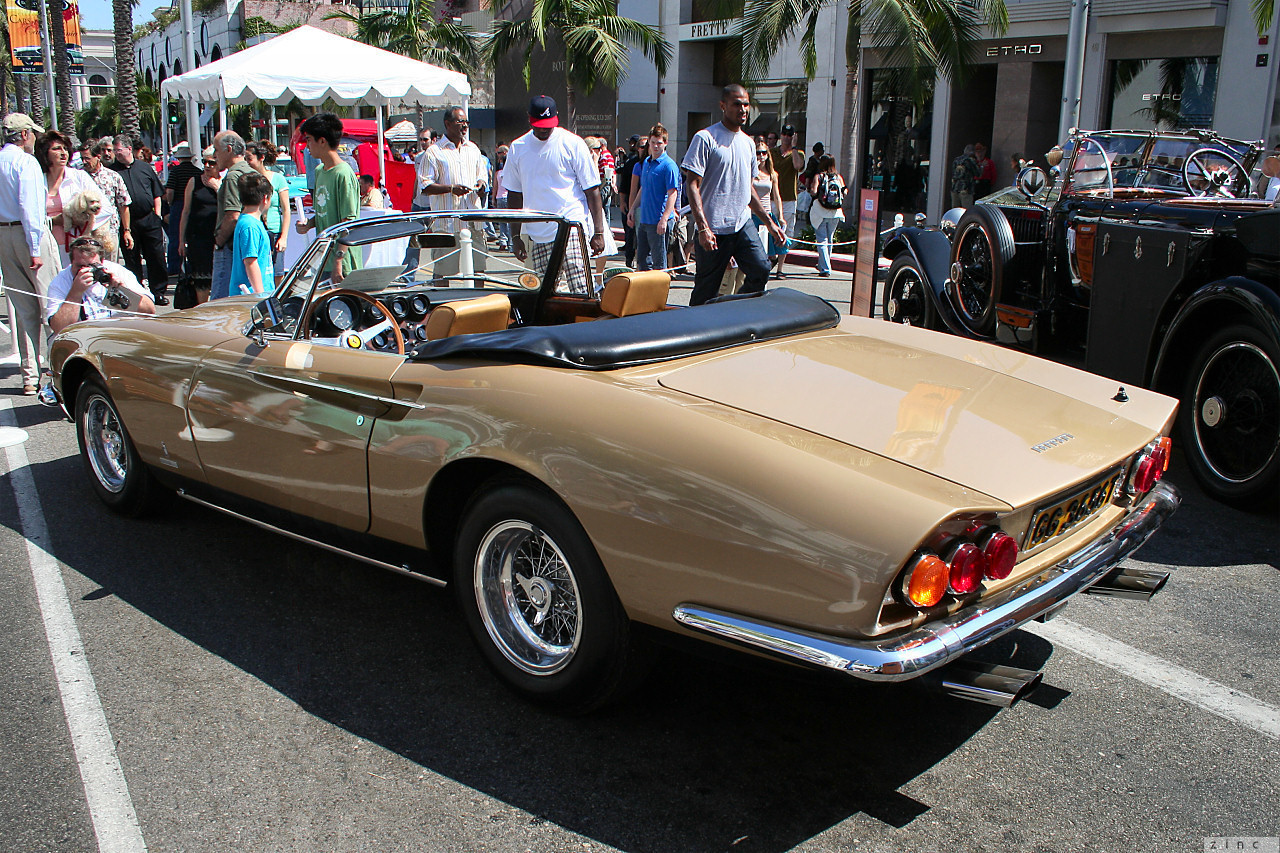
1966 Ferrari 365 California
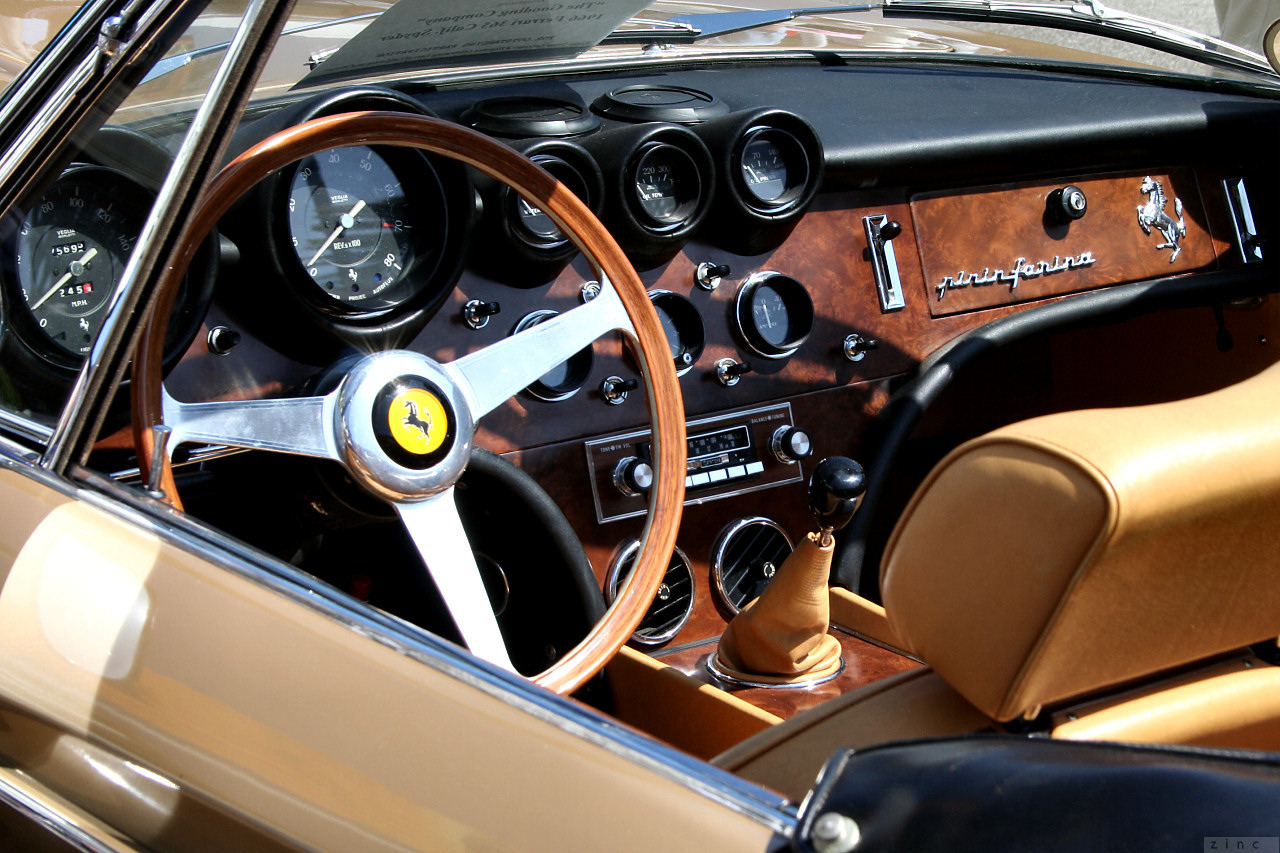
Detail přístrojové desky
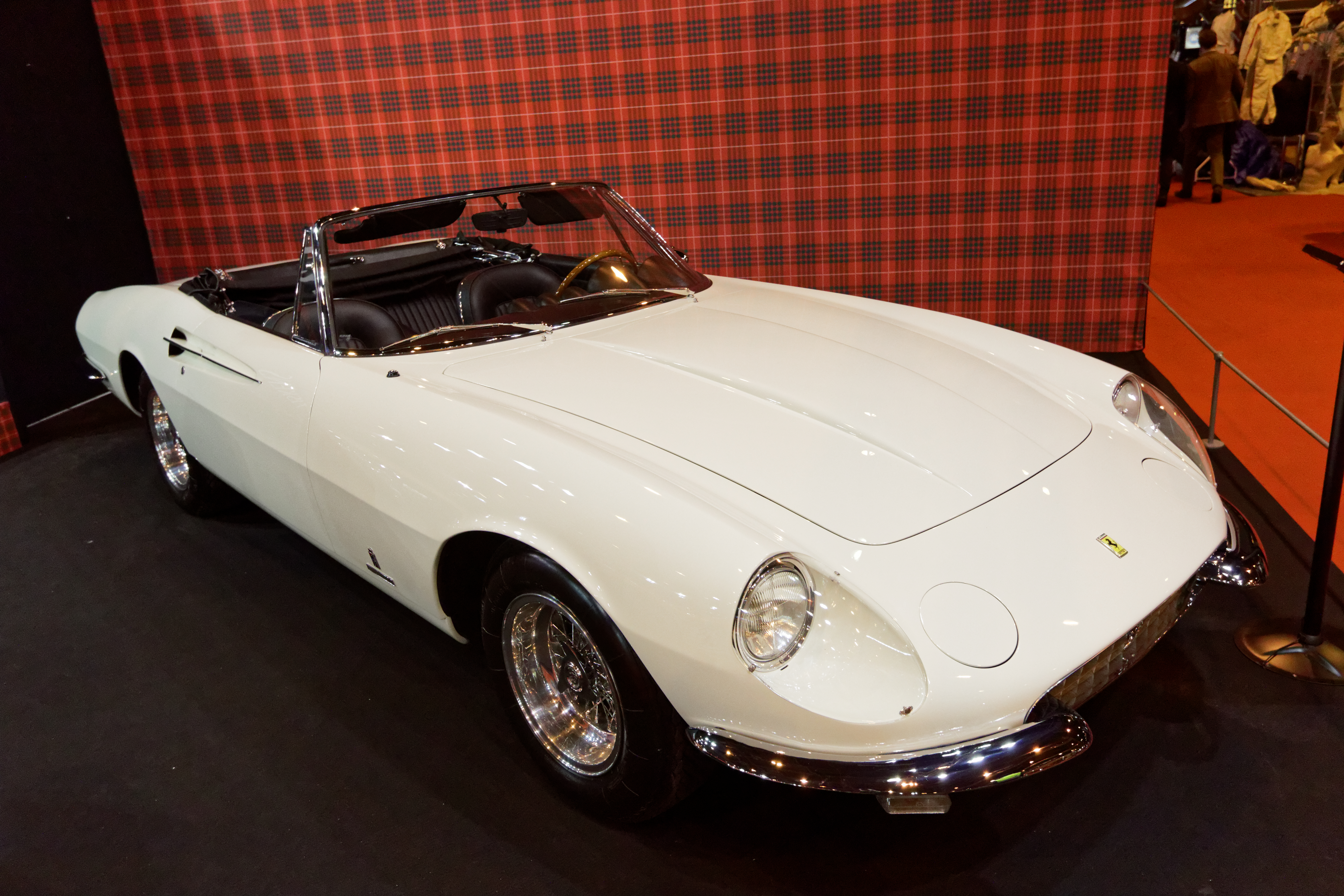
Ferrari na výstavě Rétromobile 2016
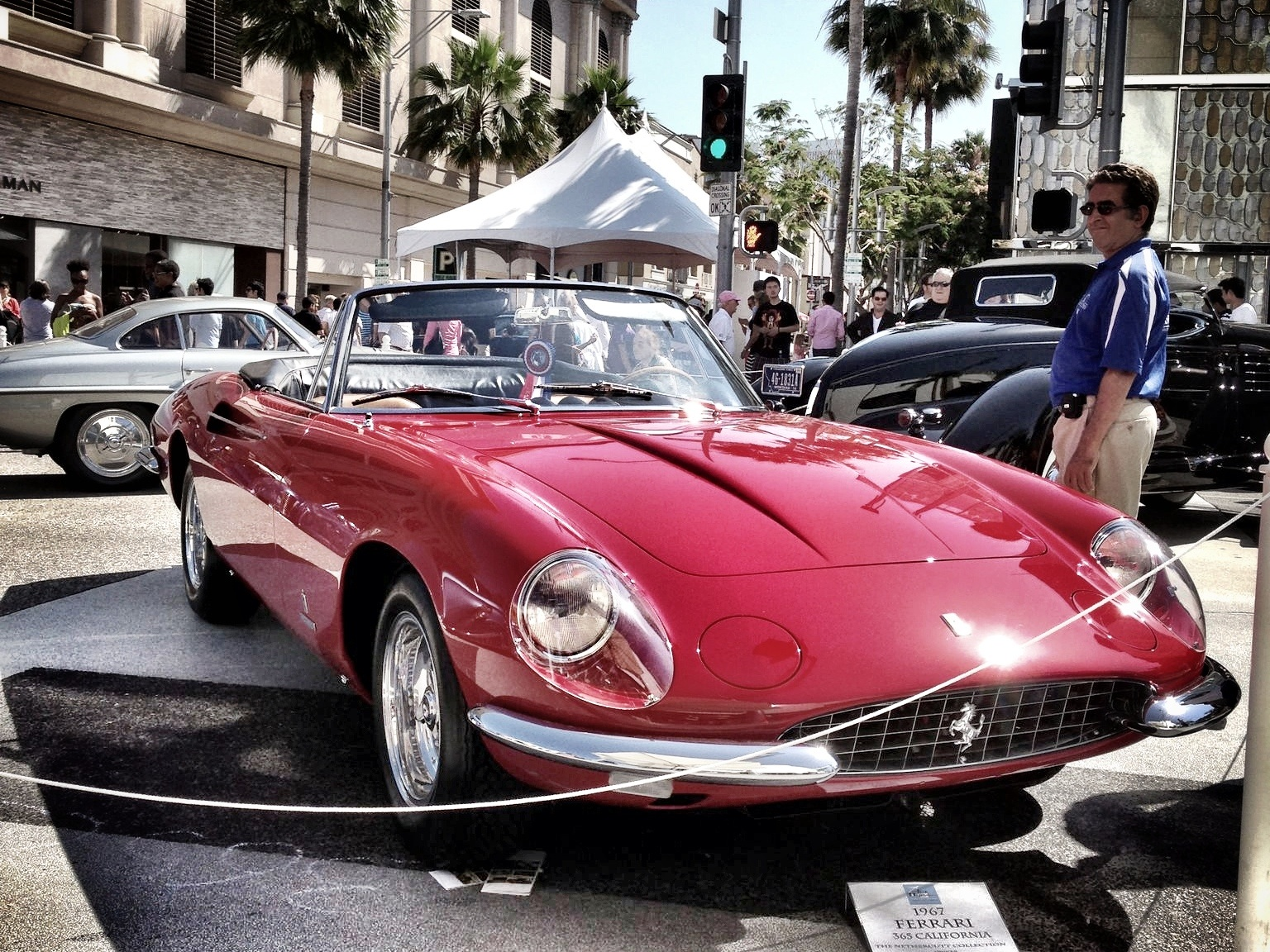
Ferrari na výstavě Rétromobile 2016

## Ferrari 365 GT 2+2
Nejpopulárnější verzi bylo Ferrari 365 GT 2+2, jehož designérem byl Aldo Brovarone, opět ve studiu Pininfarina. Vůz se vyráběl od roku 1967 do roku 1971 a celkem bylo vyrobeno 800 kusů. Zatímco předchozí model 330 GT 2+2 používal pro zadní nápravu listová pera, novější model Ferrari 365 GT 2+2, který ho nahradil, již měl nezávislé zavěšení zadních kol.
Model 365 GT 2+2 byl luxusní vůz s koženými sedadly, posilovačem řízení a brzd, elektrickým ovládáním oken a volitelnou klimatizací. Rychle se stal nejprodávanějším modelem společnosti, za čtyři roky se jich vyrobilo asi 800, z toho 52 kusů mělo pravostranné řízení. Standardně byl model 365 GT 2+2 vybaven pneumatikami Pirelli Cinturato 205VR15 (CN72).

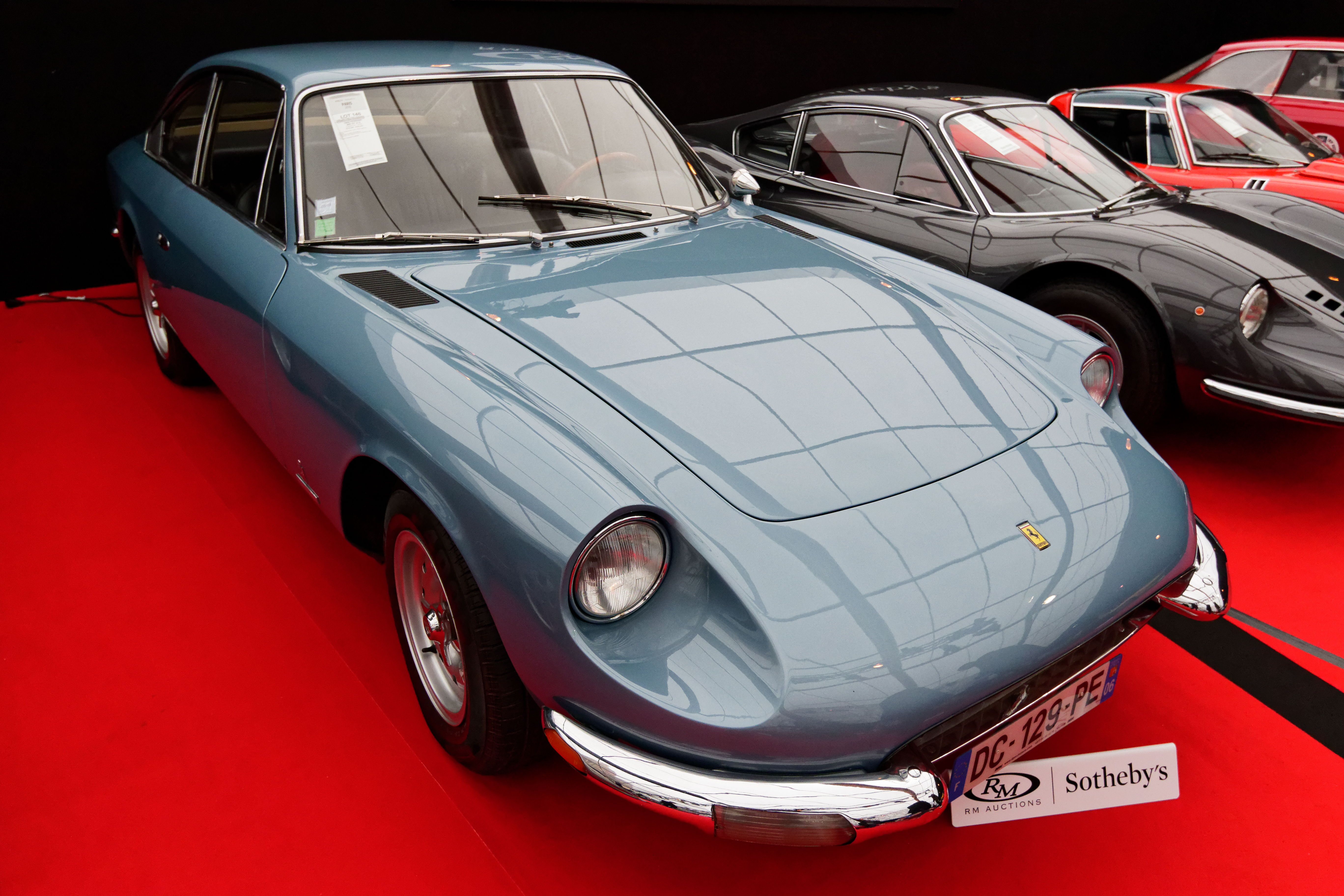
1969 Ferrari 365 GT 2+2
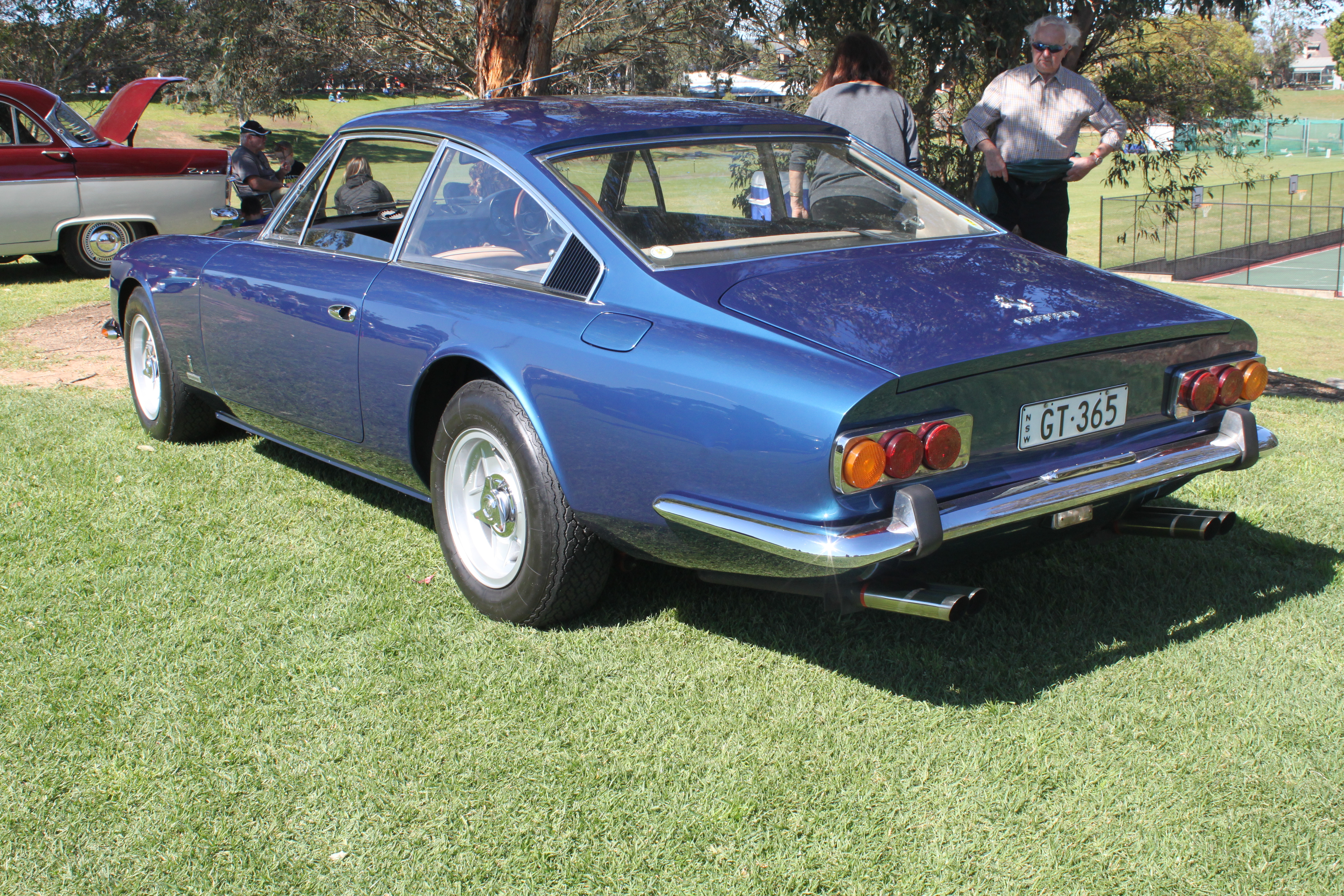
1971 Ferrari 365 GT 2+2
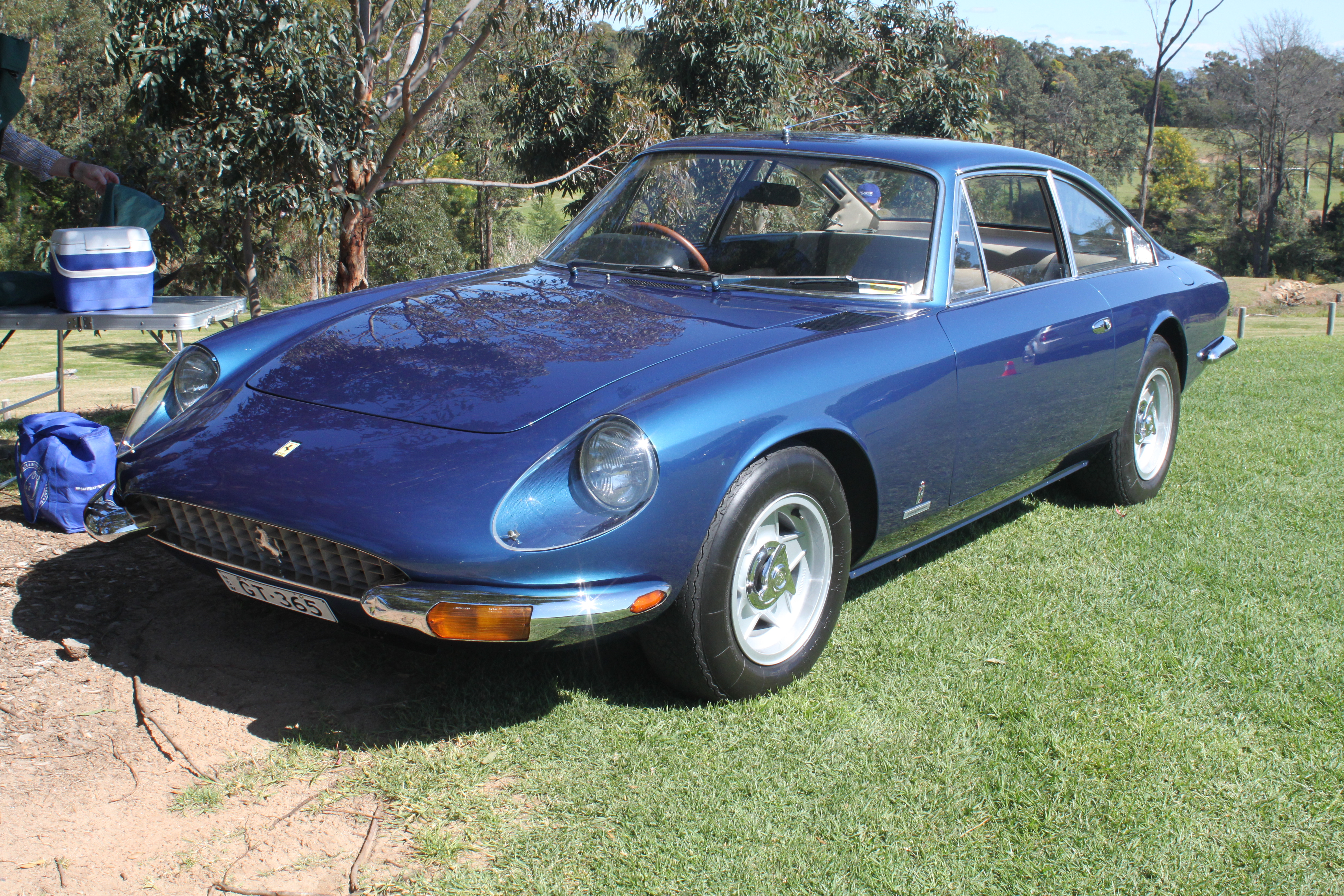
1971 Ferrari 365 GT 2+2

## Ferrari 365 GTC a GTS
Automobily Ferrari 365 GTC a GTS v roce 1968 nahradily předchozí modely Ferrari 330 GTC, resp. Ferrari 330 GTS.  V podstatě šlo o velmi podobné vozy, lišící se hlavně motorem. Starší modely 330 GTC/GTS používaly motory o objemu 4,0 litru s výkonem 300 koní, zatímco modely 365 GTC/GTS používaly motory o zvětšeném objemu 4,4 litru a výkonu 320 koní. Design vozů zůstal téměř nezměněn: na obou karosářských verzích se rozdíly omezily na větrací otvory přesunuté z prostoru za předními koly na kapotu. 
Stejně jako všechny ostatní vozy Ferrari 365 byly i modely GTC a GTS poháněny upraveným motorem Colombo V12, jehož objem byl zvýšen na 4390 cm³, konkrétně jeho variantou Tipo 245/C. Používal tři dvoukomorové karburátory Weber 40 DFI a dosahoval výkonu 320 k (235 kW) při 6600 otáčkách za minutu. Díky umístění převodky u zadní nápravy měly tyto vozy vyvážené rozložení hmotnosti v poměru 50:50. Vozy 365 GTC a GTS používaly stejné nezávislé zavěšení zadních kol jako předchozí model. Brzdy byly všude kotoučové se servopohonem a děleným okruhem. 
V letech 1968 až 1970 bylo vyrobeno 168 exemplářů kupé (z toho 22 bylo s pravostranným řízením). Poté ho na krátkou dobou nahradil model Ferrari 365 GTC/4, kterých bylo vyrobeno pouze 20 kusů a tento přechodný model byl záhy nahrazen modelem Ferrari Daytona. 